# (39971) József
(39971) József ist ein Asteroid des Hauptgürtels, der am 2. April 1998 von dem ungarischen Astronomen László Kiss und dem ungarischen Amateurastronomen Krisztián Sárneczky am Piszkéstetői Obszervatórium (IAU-Code 461) im nordungarischen Mátra-Gebirge im Auftrag der Universität der Wissenschaften Szeged entdeckt wurde.
Der Asteroid wurde am 10. November 2003 nach dem ungarischen Lyriker Attila József (1905–1937) benannt, der in seiner Heimat zu den größten Dichtern zählt.